# Pointe Bazillac
La pointe Bazillac, ou pic Bazillac, est un sommet des Pyrénées sur la frontière entre la France et l'Espagne.
L'altitude du sommet, l'éperon occidental dominant la Fausse Brèche, est de 2 975 ou 2 976 m.

## Toponymie

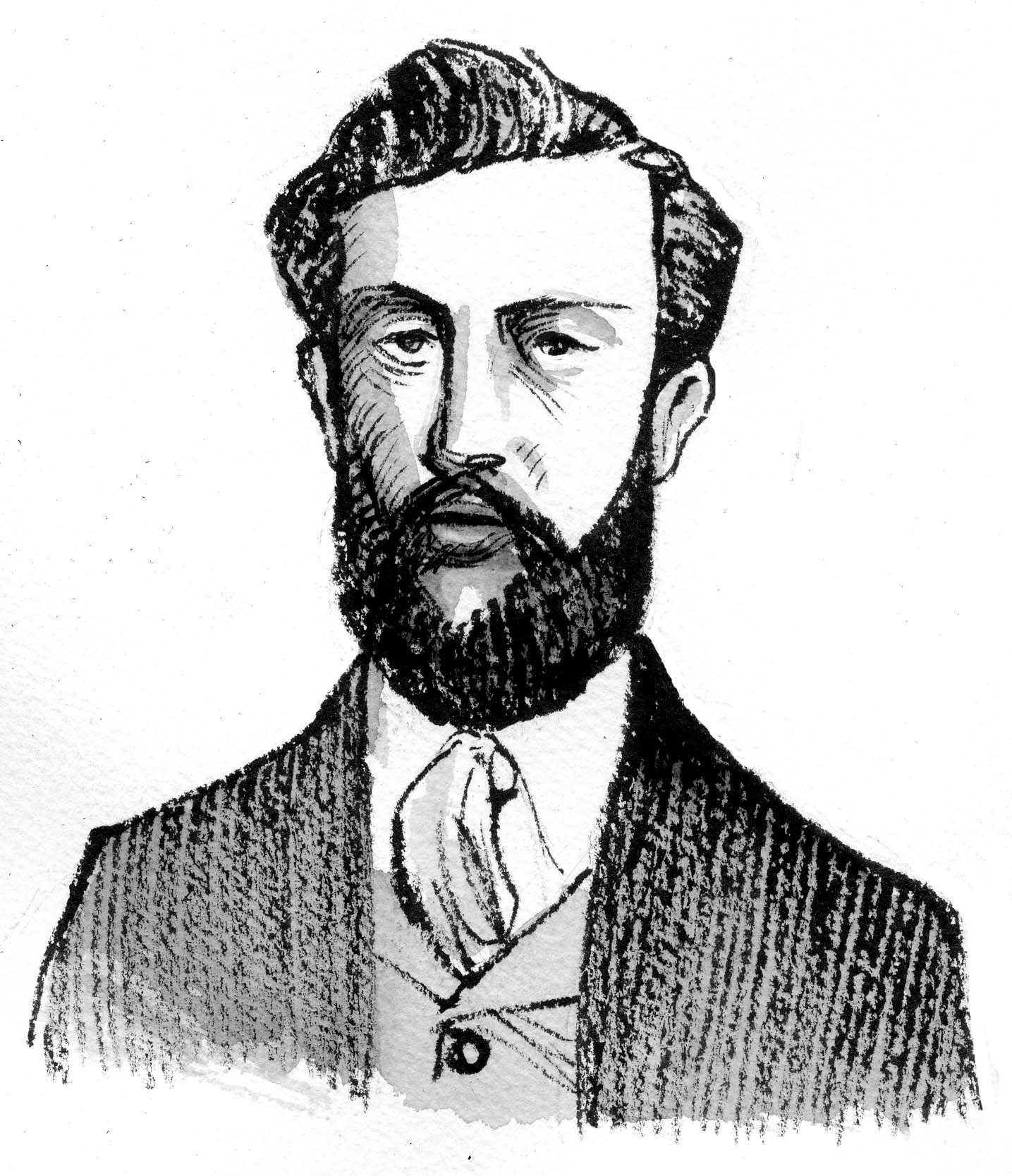
Jean Bazillac par Jean-Claude Pertuzé.

Appelé pic entre les brèches, il porte maintenant le nom du pyrénéiste Jean Bazillac, qui en fit la première ascension, avec le guide Célestin Passet, en 1887. Au pied de sa face sud, se trouve la Villa Gaurier, grotte découverte et aménagée par l'abbé Ludovic Gaurier en 1906, bien avant la construction du refuge des Sarradets. Sa partie est, qui forme la paroi verticale de la brèche de Roland, est l'éperon Clos, ainsi nommé après sa première ascension par Bernard Clos et J. Piron, le 3 juillet 1955.

## Géographie

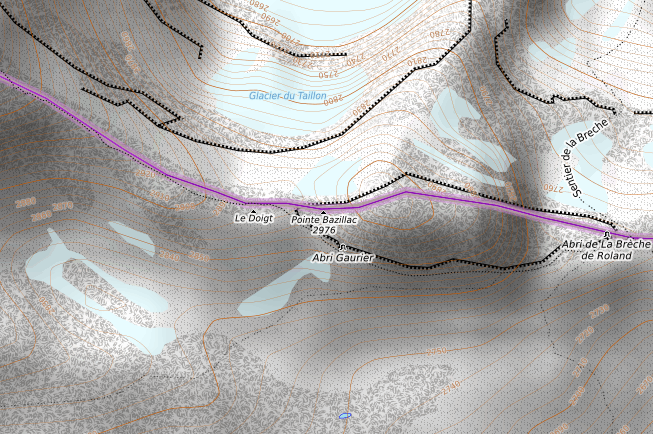
Carte topographique du pic.

### Topographie
Il se situe entre la brèche de Roland et la Fausse Brèche, il appartient au massif du Mont-Perdu côté espagnol, et est un sommet du cirque de Gavarnie côté français dans la vallée des Pouey Aspé.

### Hydrographie
Le sommet délimite la ligne de partage des eaux entre le bassin de l'Adour, qui se déverse dans l'Atlantique côté nord, et le bassin de l'Èbre, qui coule vers la Méditerranée côté sud.

## Histoire

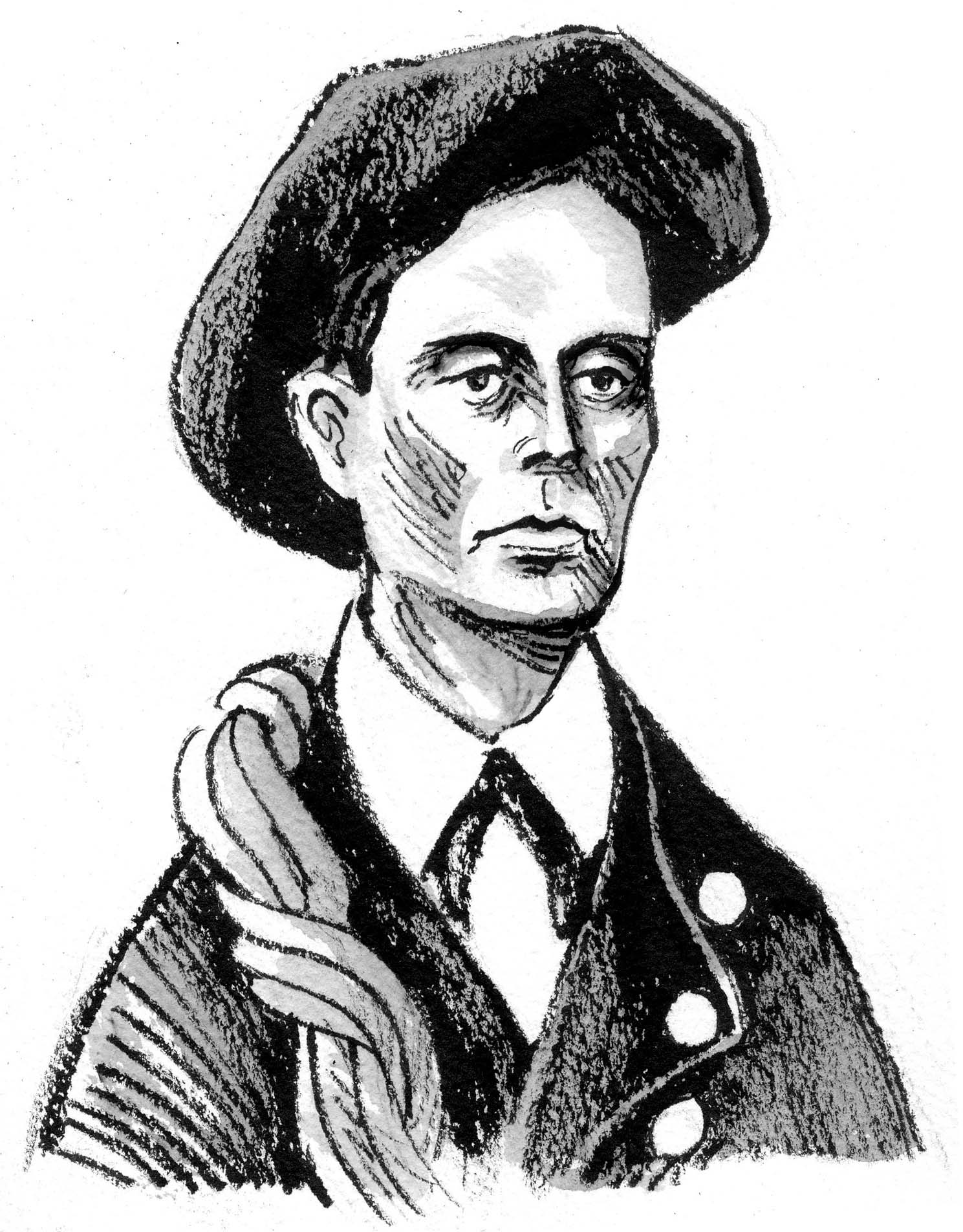
Célestin Passet.

En 1887, Jean Bazillac et Célestin Passet gravissent le « Pic entre les brèches » (brèche de Roland et Fausse Brèche), qui deviendra le « pic Bazillac », puis le doigt de la Fausse Brèche, avec Henri Brulle.